# Francisco Ramón Vicuña Larraín

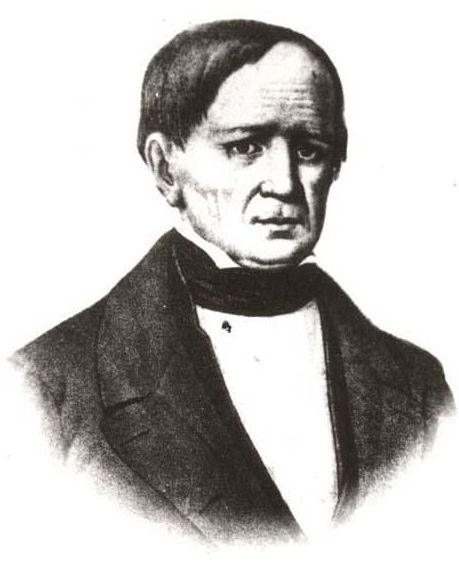
Francisco Ramón Vicuña Larraín

Francisco Ramón Vicuña Larraín (* 1775 in Santiago de Chile; † 13. Januar 1849) war ein chilenischer Politiker. 1829 amtierte er vorübergehend als Präsident seines Landes.

## Leben
Vicuña nahm 1810 am Unabhängigkeitskampf Chiles teil und organisierte die erste eigene Feuerwaffenproduktion des Landes. Für den Wahlkreis Osorno saß er im verfassunggebenden Kongress von 1811 und ab 1814 im chilenischen Senat.
Er wurde gefangen genommen und wegen Verschwörung gegen die spanische Krone ins Exil verbannt. Erst nach dem Sieg der Unabhängigkeitsarmee bei Chacabuco im Jahre 1817 konnte er in seine Heimat zurückkehren. Bernardo O’Higgins entsandte ihn als Regierungsvertreter in die Nordprovinzen.
1823 wurde er zum Verwaltungschef der Stadt Santiago ernannt und war erneut Delegierter der verfassunggebenden Versammlung von 1823. Im Jahr 1825 machte ihn der Director Supremo Ramón Freire y Serrano zu seinem Stellvertreter und übertrug ihm das Amt des Innen- und Außenministers sowie in Vertretung auch zeitweise das Kriegs-, Marine- und Finanzministerium.
Am 16. September 1829 berief der Kongress nach der Auszählung der Stimmen der Präsidentschaftswahl Francisco Antonio Pinto zum Präsidenten, der die einfache (wenn auch nicht die absolute) Mehrheit der Stimmen erzielt hatte. Bei der Wahl zum Vizepräsidenten erzielten die beiden Kandidaten, der liberale Föderalist Joaquín Vicuña und der konservative Zentralist José Joaquín Prieto Vial, Stimmengleichheit. Als der mehrheitlich liberale Kongress Vicuña zum Sieger erklärte, griffen die Zentralisten zu den Waffen und brachen die Revolution von 1829 vom Zaun.
Im folgenden Bürgerkrieg zwischen den liberalen Föderalisten und den konservativen Zentralisten sah sich Präsident Pinto gezwungen zurückzutreten und das Amt dem Präsidenten des Senats, Francisco Ramón Vicuña, zu überlassen. Am 7. Dezember 1829 rückten die konservativen Truppen unter General José Joaquín Prieto Vial von Süden auf Santiago zu.
Die Regierung unter Vicuña floh vor den Kämpfen nach Coquimbo, wo sie aber von den siegreichen Truppen der Konservativen gefangen genommen wurden. In der Folge war Chile für einige Wochen führungslos, bis die neue Regierungs-Junta im Januar 1830 Francisco Ruiz Tagle zum neuen Übergangs-Präsidenten berief.
Unter den zentralistischen Präsidenten José Joaquín Prieto Vial und Manuel Bulnes Prieto konnte ein liberaler Föderalist wie Vicuña keine bedeutenden öffentlichen Ämter mehr bekleiden. Er starb am 13. Januar 1849.
| Personendaten    | Personendaten                   |
| ---------------- | ------------------------------- |
| NAME             | Vicuña Larraín, Francisco Ramón |
| KURZBESCHREIBUNG | Präsident von Chile             |
| GEBURTSDATUM     | 1775                            |
| GEBURTSORT       | Santiago de Chile               |
| STERBEDATUM      | 13. Januar 1849                 |